# Першопокровский сельский совет
Першопокровский сельский совет (укр. Першопокровська сільська рада) — входит в состав
Нижнесерогозского района
Херсонской области
Украины.
Административный центр сельского совета находится в 
с. Першопокровка.

## История
- 1949 — дата образования.

## Населённые пункты совета
- с. Першопокровка
- с. Богдановка